# Lazebník sevillský (hra)

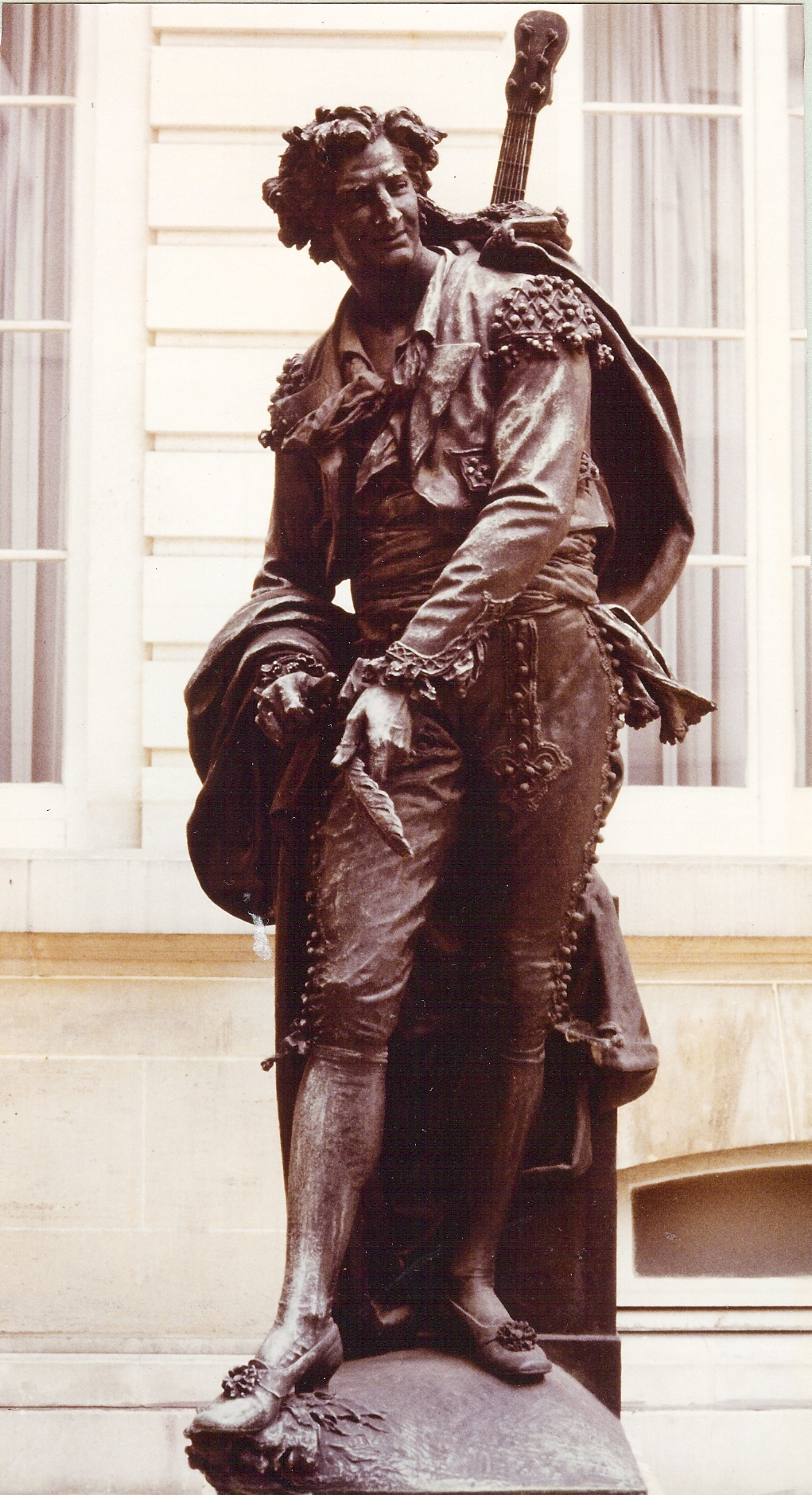
Socha Figara, Jean Barnabé Amy kolem 1880

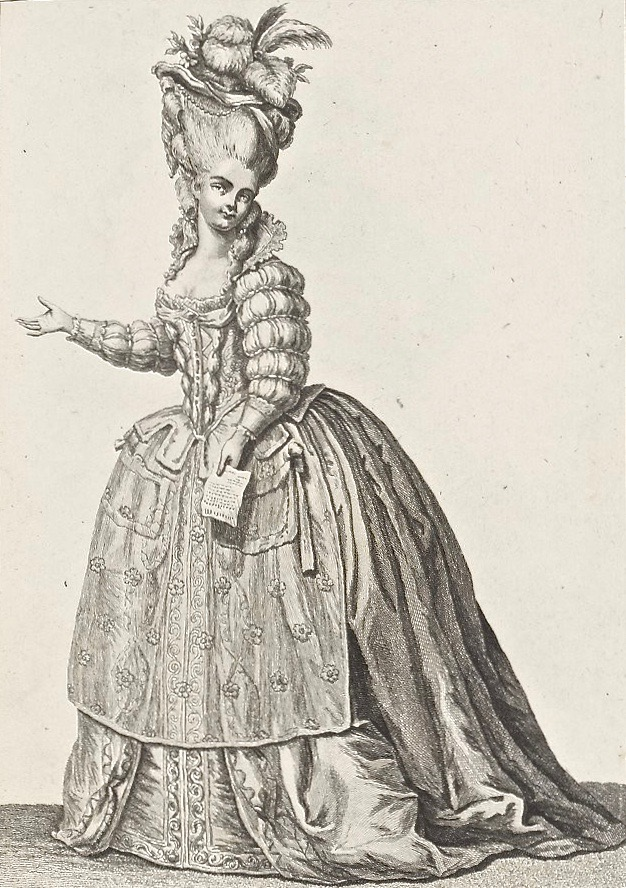
Aveline Desraisová jako Rosina v Lyonské premiéře hry z roku 1775

Lazebník sevillský (Il barbiere di Siviglia)  je divadelní hra o dvou dějstvích, kterou v roce 1773 napsal francouzský dramatik Pierre-Augustin Caron de Beaumarchais. Premiéru měla 23. února 1775 v Tuilerijském paláci v Paříži, ještě téhož roku byla uvedena v městském divadle (Theatre de la ville) v Lyonu. Komedie o starém lékaři Bartolovi, jeho schovance Rozině, její lásce, nápadnících, tajnostech a pletichách kolem chystané svatby okamžitě získala velkou popularitu, která jí vynesla celou řadu operních a později i filmových ztvárnění, z nichž nejslavnější je stejnojmenná Rossiniho opera z roku 1816. 
Operní představení s Rossiniho hudbou již ve druhé čtvrtině 19. století převládla nad činoherním provedením, které je vzácné. Například v archivu inscenací Národního divadla není doloženo ani jednou.
Hra je prvním dílem Figarovské trilogie, dalšími díly jsou Figarova svatba a Provinilá matka.

## Divadelní představení
- 1936 – Divadlo D 34 (úprava Emil František Burian)
- 1946 – Divadlo na Vinohradech
- 1947 – Divadlo E. F. Buriana (úprava Emil František Burian)
- 1981 – Divadlo Ypsilon: Lazebník sevillský aneb Bartolova svatba (kombinace činohry s operou)

## Dramatizace pro rozhlas
- 1954 – Československý rozhlas Praha, překlad: Vladimír Müller, hudba: Miroslav Ponc, režie: Josef Bezdíček; osoby a obsazení: hrabě Almaviva (Jiří Dohnal), doktor Bartolo (František Roland), Rosina, jeho schovanka (Jiřina Švorcová), lazebník Figaro (Antonín Zíb), Basilio, Rosinin učitel zpěvu (Vladimír Hlavatý), Mlaďoch, Bartolův sluha (Bohumil Bezouška), Čipera, Bartolův sluha (Zdeněk Dítě), notář (Bedřich Bobek) a velitel stráže (Rudolf Pellar)

## Česká knižní vydání

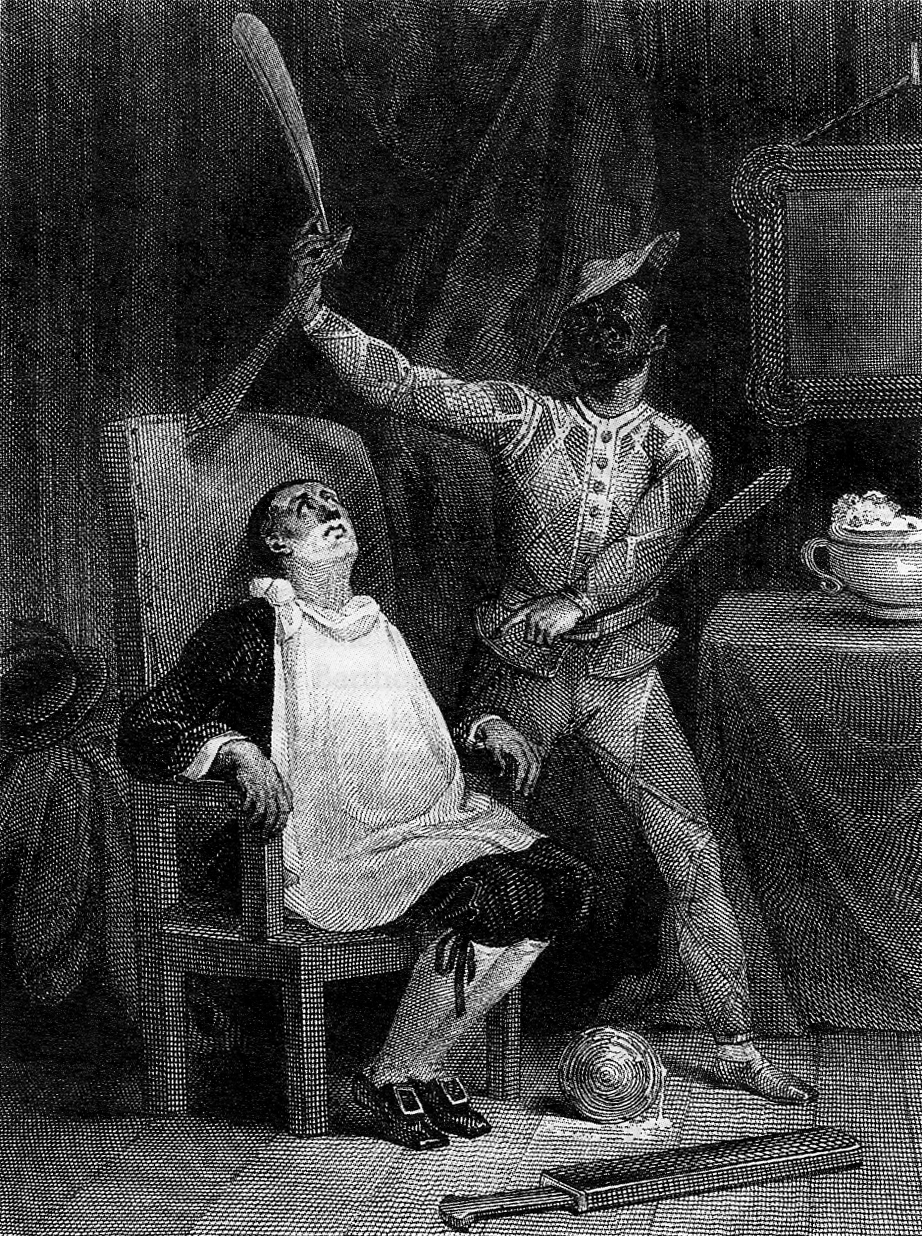
Bartolo a Figaro, ilustrace z francouzského knižního vydání z roku 1884

Divadelní i knižní verze činohry se pochopitelně liší od zkrácené verze opery, pro kterou napsal texty v italštině Cesare Sterbini. České překlady reflektují obě verze. První české knižní vydání Lazebníka vyšlo roku 1825 již k opeře, protože návštěvníci potřebovali sledovat originální jazykovou verzi představení s českým textem v ruce.
- 1825 – Lazebnjk sewillský : zpěwohra we dwau gednánjch. Texty Cesare Sterbini, přeložil S. K. Macháček. Vydala Josefa Fetterlowá z Wildenbrunu, Praha 1825
- 1902 – Lazebník sevillský. Praha 1902
- 1922 – Lazebník sevillský. Barvič & Novotný Brno 1922
- 1955 – Lazebník Sevillský (Marná ostražitost), komedie o 4 dějstvích. Český překlad Vladimír Müller. DILIA Praha 1955
- 1956 – Lazebník sevillský, Figarova svatba. Český překlad Karel Kraus, písně přebásnil František Hrubín. Edice Světová četba. 1. vyd. SNKLHU 1956, 2. vydání Praha 1961
- 1957 – Sevillský lazebník, neboli Lásky neuhlídáš. Komedie o 4 dějstvích. DILIA Praha 1957
- 2005 – Lazebník sevillský, neboli Marná ostražitost, komedie o čtyřech jednáních. Český překlad Karel Kraus, písně přebásnil František Hrubín. 3. vydání.  Artur Praha 2005